# Геохімія газів
Геохімія газів, Атмогеохімія (рос.геохимия газов (атмогеохимия), англ. gases geochemistry, нім. Atmogeochemie f) – розділ геохімії, що вивчає особливості утворення, розповсюдження і можливості використання природних газів як промислової сировини. Гази несуть важливу інформацію про процеси (у тому числі і глибинні) у земній корі. Говорячи про “газ” як корисну копалину, мають на увазі горючі вуглеводневі гази (метан та його гомологи). Саме вони є генетично близькими до нафти. Та Г.г. слід розуміти ширше, оскільки різноманітні за хімічним складом газоподібні речовини поширені всюди – як в межах Землі, так і поза нею. Більш того, у складі газів промислових покладів є (іноді у значній кількості) невуглеводневі гази, які часто зовсім генетично не пов'язані з вуглеводнями (вуглекислий газ, сірководень, гелій, аргон та ін.). У деяких випадках ці гази мають самостійне промислове значення. 
| Геологія | Це незавершена стаття з геології. Ви можете допомогти проєкту, виправивши або дописавши її. |